# Episodi di Ray Donovan (sesta stagione)
La sesta stagione della serie televisiva Ray Donovan è stata trasmessa in prima visione su Showtime dal 19 ottobre 2018 al 13 gennaio 2019.
In Italia la stagione è stata resa disponibile su Netflix dal 2 novembre 2018 e in contemporanea USA per gli episodi successivi al 18 gennaio 2019.
| nº | Titolo originale         | Titolo italiano            | Prima TV USA     | Pubblicazione Italia |
| -- | ------------------------ | -------------------------- | ---------------- | -------------------- |
| 1  | Staten Island: Part 1    | Staten Island: Parte 1     | 19 ottobre 2018  | 2 novembre 2018      |
| 2  | Staten Island: Part 2    | Staten Island: Parte 2     | 4 novembre 2018  | 9 novembre 2018      |
| 3  | He Be Tight. He Be Mean. | Sarà severo. Sarà cattivo. | 11 novembre 2018 | 16 novembre 2018     |
| 4  | Pudge                    | Ciccio                     | 18 novembre 2018 | 23 novembre 2018     |
| 5  | Ellis Island             | Ellis Island               | 25 novembre 2018 | 30 novembre 2018     |
| 6  | A Girl Named Maria       | Una ragazza di nome Maria  | 2 dicembre 2018  | 7 dicembre 2018      |
| 7  | The 1-3-2                | L'1-3-2                    | 9 dicembre 2018  | 14 dicembre 2018     |
| 8  | Who Once Was Dead        | Un tempo era morto         | 16 dicembre 2018 | 21 dicembre 2018     |
| 9  | Dream On                 | Continuare a sognare       | 23 dicembre 2018 | 28 dicembre 2018     |
| 10 | Baby                     | Tesoro                     | 30 dicembre 2018 | 4 gennaio 2019       |
| 11 | Never Gonna Give You Up  | Non ti abbandonerò mai     | 6 gennaio 2019   | 11 gennaio 2019      |
| 12 | The Dead                 | I morti                    | 13 gennaio 2019  | 18 gennaio 2019      |

## Staten Island: Parte 1
- Titolo originale: Staten Island, Part One
- Diretto da: Allen Coulter
- Scritto da: David Hollander

### Trama
Ray viene prelevato dall'East River dall'agente di polizia Sean "Mac" McGrath e portato oltre il ponte per Staten Island. Una volta che Sam lo fa rilasciare dalla custodia ,beve con Mac e, dopo averlo aiutato in una rissa con alcuni pompieri, decide di rimanere a Staten Island. Bunchy perde la custodia di Maria. Ray scopre che Mac è nei guai così contatta Sam Winslow, la quale vuole che Ray aiuti Anita Novak per aiutare Mac. Ray va a trovare Terry alla palestra di New York e si imbatte in Bridget e Smitty. Mickey si dà un'overdose di nicotina mentre è in prigione, che gli causa un collasso e successivamente una corsa in ospedale. Ray riceve una chiamata da Anita Novak, che dice di aver ucciso qualcuno.

## Staten Island: Parte 2
- Titolo originale: Staten Island, Part Two
- Diretto da: Allen Coulter
- Scritto da: David Hollander e Miki Johnson

### Trama
Anita Novak ha sparato e ucciso l'uomo che l'ha colpita e Sam chiede a Ray di occuparsene. Smitty chiede a Bridget di sposarlo e lei accetta. Bunchy riceve una chiamata che gli dice che Mickey ha avuto un attacco di cuore, chiama gli altri e dice loro che Mickey sta morendo. Mac dice a Ray la verità su ciò che è successo la notte in cui è saltato, così Ray affronta i problemi di Mac e Anita allo stesso tempo. Mickey chiede a Bunchy di farlo uscire dall'ospedale, cosa che fa. Sam dice a Ray perché ha bisogno che Anita Novak sia sindaca e gli dice che gli pagherà $ 100.000 a settimana fino a quando Anita non sarà eletta e poi raddoppierà dopo.

## Sarà severo. Sarà cattivo.
- Titolo originale: He Be Tight. He Be Mean.
- Diretto da: Tucker Gates
- Scritto da: Chad Feehan

### Trama
Ray accetta l'offerta di lavoro di Sam e ora si trova a New York. Bunchy rapisce Maria e va a Long Island con Mickey. Anita è indietro nei sondaggi, quindi Ray deve assicurarsi che lei faccia un rialzo al primo dibattito del sindaco. Darryl lotta con il suo protagonista sul set di Mr. Lucky. Terry scopre un fight club in un magazzino di Brooklyn. Daryll è con Jay White quando Mickey si presenta e rapisce uno di loro.

## Ciccio
- Titolo originale: Pudge
- Diretto da: Tucker Gates
- Scritto da: Sean Conway

### Trama
Mickey ha rapito la star del cinema Jay White e chiede come riscatto $ 3 milioni più 3 passaporti, uno per lui, Bunchy e Maria. Ray contatta Sam per il pagamento. Gli affari interni contattano Mac in quanto ci sono delle droghe che aveva precedentemente segnalato come mancanti. Terry sale sul ring per la prima volta in vent'anni e vince. Ray si incontra per consegnare il riscatto e Bunchy è l'unico ad attenderlo, Mickey si ubriaca e si addormenta e Sandy ruba tutti i soldi. Smitty deve dei soldi a degli spacciatori e telefona a Ray per dirgli che Bridget è nei guai in modo che Ray venga - Smitty dice a Ray che non era una brava persona e che deve $ 80.000 a uno strozzino. Ray si offre di pagare ma Smitty dice di no perché vuole gestire le cose da solo, ma vuole che Bridget viva con Ray nel frattempo in modo che sia al sicuro. Ray porta Smitty con sé e loro picchiano gli strozzini.

## Ellis Island
- Titolo originale: Ellis Island
- Diretto da: Robert McLachlan
- Scritto da: David Hollander

### Trama
Sperando di recuperare il tempo perso, Ray pianifica una giornata con Conor a New York prima che quest'ultimo vada in Germania con i Marines. Sam e Ray hanno messo insieme una soluzione per dare ad Anita un aumento di popolarità. Sam cerca di stringere un accordo con il sindaco Ferrati. Mickey escogita un piano per recuperare le sue perdite. Bunchy chiede a Terry un favore.

## Una ragazza di nome Maria
- Titolo originale: A Girl Named Maria
- Diretto da: Michael Uppendahl
- Scritto da: Miki Johnson

### Trama
Un intruso mascherato con legami con il sindaco minaccia la vita di Sam. In cerca di risposte, Ray scopre più di quanto si aspettasse. Ora ha un bersaglio sulla schiena e un amico di cui non sa se può fidarsi. Cercando il loro biglietto per uscire dal paese, Mickey e Bunchy salgono a bordo dell'Hampton Jitney. Bridget fa da babysitter a sua cugina Maria, poiché Terry non può stare lontano dalla sua possibilità di combattere di nuovo.

## L'1-3-2
- Titolo originale: The 1-3-2
- Diretto da: Zetna Fuentes
- Scritto da: Chad Feehan

### Trama
Con il lavoro di Ray sulla campagna di Anita che si sta mettendo sulla sua strada, Mac mette tutte le sue carte sul tavolo. Sapendo cosa sta affrontando il suo amico, Ray deve scegliere dove si trova la sua lealtà. Terry e Darryl portano Bunchy a casa a Boston per entrare in contatto con le loro radici. Mickey considera il grande nord bianco.

## Un tempo era morto
- Titolo originale: Who Once Was Dead
- Diretto da: Tarik Saleh
- Scritto da: Sean Conway

### Trama
Ray lavora per sistemare le cose con SamI ma ha le sue idee sul controllo dei danni. Bunchy torna a New York con alcuni beni mancanti. Terry passa la notte con qualcuno del suo passato. Bridget paga il prezzo delle azioni di suo padre.

## Continuare a sognare
- Titolo originale: Dream On
- Diretto da: Denise Di Novi
- Scritto da: David Hollander e Karl Taro Greenfeld

### Trama
Ray lotta per ottenere l'aiuto di cui ha così disperatamente bisogno, facendo sì che Bridget apprenda alcune dure verità su suo padre. Ray fa una mossa per salvare sia la campagna di Novak che la vita di Mac. Mickey vede l'opportunità di recuperare alcune delle sue perdite. Darryl e Sandy trovano una passione comune.

## Tesoro
- Titolo originale: Baby
- Diretto da: John Dahl
- Scritto da: Miki Johnson

### Trama
Con Ray in fuga, Radulovic e i poliziotti di Staten Island prendono una misura drastica: una mossa che manda Ray su un sentiero di guerra. Mickey affronta suo figlio. Sam fa la sua mossa finale per vincere le elezioni.

## Non ti abbandonerò mai
- Titolo originale: Never Gonna Give You Up
- Diretto da: Joshua Marston
- Scritto da: Sean Conway e Chad Feehan

### Trama
È una guerra totale tra poliziotti e famiglia, mentre i Donovan si uniscono per salvare uno dei loro. A corto di opzioni, Mac affronta una decisione difficile.

## I morti
- Titolo originale: The Dead
- Diretto da: David Hollander
- Scritto da: David Hollander

### Trama
Ray stabilisce i suoi punteggi finali e rivisita il passato con suo padre. I Donovan ripuliscono il loro casino. Smitty ottiene un corso accelerato su cosa significa far parte della famiglia.